# Kirsty Gilmour
Kirsty Gilmour (Bellshill, 21 settembre 1993) è una giocatrice di badminton britannica.

## Palmarès
- Giochi europei

Minsk 2019: argento nel singolare.
- Europei

La Roche-sur-Yon 2016: argento nel singolare.
Kolding 2017: argento nel singolare.
- Giochi del Commonwealth

Glasgow 2014: argento nel singolare.
Gold Coast 2018: bronzo nel singolare.